# منظمة الكرامة
منظمة الكرامة لحقوق الإنسان هي منظمة غير حكومية مستقلة لحقوق الإنسان مقرها سويسرا تأسست عام 2004 لمساعدة الذين يتعرضون لخطر القتل خارج نطاق القضاء والاختفاء والتعذيب والاحتجاز التعسفي في العالم العربي. الكرامة جسر بين الضحايا الأفراد في العالم العربي والآليات الدولية لحقوق الإنسان، وتعمل من أجل عالم عربي يعيش فيه جميع الأفراد أحرارًا وكرامًا وتحميهم سيادة القانون.

## المنظمة

### مهام المنظمة
الكرامة منظمة غير حكومية تدافع عن ضحايا انتهاكات حقوق الإنسان في العالم العربي متضمنةً انتهاكات الحق في الحياة والسلامة الجسدية والعقلية والحقوق المدنية والسياسية باستخدام آليات القانون الدولي. وتساعد على تعزيز ثقافة حقوق الإنسان في العالم العربي.
رغم اعتراف الكرامة بعدم تجزئة حقوق الإنسان، فقد أعطت الأولوية للدفاع عن الأشخاص المعرضين لخطر القتل خارج نطاق القضاء والاختفاء القسري والتعذيب والاحتجاز التعسفي، إذ تعد المنظمة هذه الانتهاكات للحق في الحياة والسلامة الجسدية والحقوق المدنية والسياسية شائعة في هذه المنطقة.
لإنهاء هذه الانتهاكات، تتعاون المنظمة مع نشطاء المجتمع المدني المحليين والوطنيين والمنظمات الدولية، لتعزيز وحماية حقوق الإنسان، إضافةً إلى الحكومات والجهات الأخرى التي من المحتمل أن تعمل على وضع حقوق الإنسان.
تقدم الكرامة الدعم والملاذ الأخير لضحايا انتهاكات حقوق الإنسان بإشراك الآليات الدولية، حتى يحققوا احترام حقوقهم ضد فشل أو عدم كفاءة نظام العدالة في بلادهم.
تعمل الكرامة أيضًا من أجل نظام دولي قوي لحماية حقوق الإنسان، مما يعزز أنظمة الحماية الإقليمية والوطنية والمحلية. فهو يساهم في سد الثغرات المعلوماتية وزيادة اهتمام الآليات الدولية لحماية حقوق الإنسان بانتهاكات حقوق الإنسان التي تحدث في العالم العربي. تشجع الكرامة الدول على تقوية قوانينها الوطنية للدفاع عن حقوق الإنسان وتعزيزها.
أخيرًا، تساهم الكرامة في تعزيز ثقافة حقوق الإنسان، بالتحقق من أن الفئات المختلفة التي يتألف منها المجتمع المدني في هذه الدول على دراية بمفهوم حقوق الإنسان وتعمل على أساسها، وتعرف حقوقها وتطالب بها، وتشعر بالحماية بموجب القانون.
توفر الكرامة لهؤلاء الفاعلين الأدوات اللازمة من خلال مشاريعها لتأكيد حقوقهم على الصعيدين الوطني والدولي.

### أهداف المنظمة
1. توثيق واستنكار انتهاكات حقوق الإنسان في العالم العربي
2. تقديم المساعدة المعنوية والقضائية لضحايا انتهاكات حقوق الإنسان
3. ملاحقة مرتكبي انتهاكات حقوق الإنسان ومحاربة الإفلات من العقاب
4. تشجيع الحكومات والقيام بحملات من أجل احترام حقوق الإنسان
5. نشر ثقافة حقوق الإنسان في المجتمعات العربية
6. تدريب المدافعين عن حقوق الإنسان
7. دعم أي مبادرة تعزز حماية المواطنين من انتهاكات حقوق الإنسان
8. الحرص على نشاط وفعالية المنظمة.

## مركز نشاط المنظمة
تركز الكرامة على أخطر انتهاكات حقوق الإنسان، أي الانتهاكات التي تتعلق بالحق في الحياة والكرامة الإنسانية والسلامة الجسدية والحرية. الفكرة من التفويض المحدد للمنظمة هي أنه فقط عندما يتحرر المواطنون من أخطر انتهاكات حقوق الإنسان، يمكن للأفراد المطالبة بحرية وفعالية بجميع حقوقهم وضمان سيادة القانون في بلدانهم.

### القتل خارج نطاق القضاء
وفقًا للميثاق الدولي الخاص بالحقوق المدنية والسياسية:
«لكل إنسان حق أصيل في الحياة. يجب حماية هذا الحق. لا يجوز حرمان أحد من حياته تعسفًا».
يتدخل مقرر الأمم المتحدة الخاص المعني بحالات الإعدام خارج نطاق القضاء أو بإجراءات موجزة أو تعسفًا في حالات الإعدام خارج الإطار القانوني أو دون الضمانات القانونية المناسبة: عقوبة الإعدام بعد محاكمة غير عادلة، والوفيات في الحجز، والوفيات بسبب الاستخدام المفرط للقوة من قبل مسئولي إنفاذ القانون، والوفيات الناجمة عن هجمات قوات الأمن التابعة للدول، وانتهاكات الحق في الحياة في النزاعات المسلحة، والإبادة الجماعية، وطرد الأشخاص إلى بلد آخر ما يعرض حياتهم للخطر.

### الاختفاء القسري
وفقًا للاتفاقية الدولية لحماية الأشخاص من الاختفاء القسري:
«الاختفاء ألقسري هو اعتقال أو احتجاز أو اختطاف أو أي شكل آخر من أشكال الحرمان من الحرية من قبل موظفي الدولة، أو من قبل أشخاص أو مجموعات من الأشخاص الذين يتصرفون بإذن من الدولة أو بدعمها أو موافقتها، يليه رفض الاعتراف الحرمان من الحرية، أو إخفاء مصير الشخص المختفي، أو مكان وجوده، ما يجعل هذا الشخص خارج حماية القانون».

#### أداة للقمع
تستخدم العديد من حكومات العالم العربي الاختفاء لإسكات أعضاء المعارضة وترهيب السكان.
الجزائر مثال بارز على هذه الممارسة. قدمت الكرامة أكثر من 1000 حالة اختفاء إلى فريق الأمم المتحدة العامل المعني بحالات الاختفاء القسري. يقدر عدد المختفين في الجزائر بما يتراوح بين 10,000 و20,000، اعترفت الحكومة الجزائرية بـ 6,164 سنة 2005، وفقًا للمؤسسة الوطنية الجزائرية لحقوق الإنسان، واللجنة الوطنية الاستشارية لتعزيز وحماية حقوق الإنسان.